# Karajá (folk)
Karajá, (även caraja, iny), är ett ursprungsfolk i centrala Brasilien. De lever i ett 300 km långt område som sträcker sig genom delstaterna Goiás, Mato Grosso, Pará och Tocantins. De bor för närvarande i 29 byar i Araguaiaflodens dal, vid de sjöar och bifloder som ansluter till floderna Araguaia och Javaés. En central plats är Bananalön.
Under första halvan av 1900-talet beräknas det ha funnits ca 45 000 karajá. 1999 hade antalet sjunkit till endast 2500–3000 personer. Därefter har de ökat något till 3200-3700 personer.

## Historia

Huvudprydnad av fjädrar från karajá, Världskulturmuseet, Göteborg. Insamlad av Paul Ehrenreich på 1880-talet.

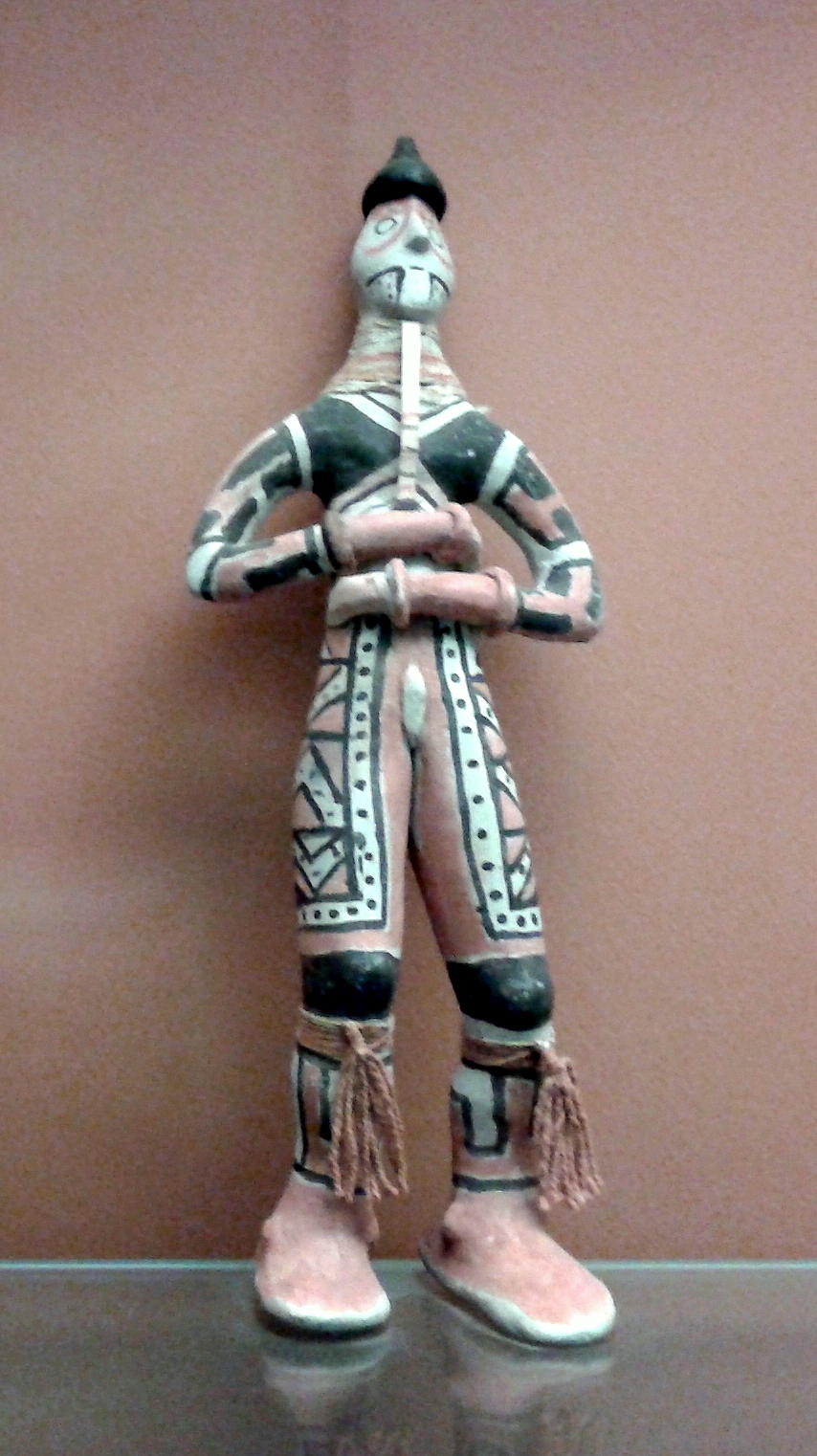
Lerfigur/keramikfigur (ritxoko) tillverkad av karajá. Nationalmuseet Rio de Janeiro.

Först under andra halvan av 1600-talet antas det första mötena med européer ha skett, dels med jesuitmissionärer så tidigt som 1658 och dels med européer som begav sig in i landet på jakt efter slavar och guld, så kallade "bandeirantos" (äventyrare/upptäcktsresande). År 1811 förde det Portugisiska imperiet, baserat i Rio de Janeiro, krig mot karajá och andra ursprungsfolk i området. Karajá och xavante hämnades genom att förstöra Santa Maria do Araguias presidio 1812. Under första halvan av 1900-talet fanns ett stort intresse för regionen och ursprungsfolken i området, inte minst från upptäcktsresande och antropologer från Europa och Nordamerika. Under mitten av 1900-talet övervakades stammen av Brasiliens myndighet för ursprungsfolk (Serviço de Proteção aos Índios, förkortat SPI).
Periodvis har de legat i krig med andra urfolk i området, bland annat kayapó, tapirapé, xavante, xerente, avá-canoeiro, bororo och apinayé. Mellan krigen har de även haft fredligt utbyte med sina grannar.

## Kultur och hantverk
Traditionellt flyttade karajá sitt boende efter årstider och upprättade tillfälliga fiskeläger. Under torrperioden arrangerade de festivaler. När det var regnperiod flyttade de till högt liggande mark. De var svedjebrukare. Det var männen som fattade gruppbeslut och skötte förhandlingar med utomstående grupper, såsom icke-statliga organisationer (NGOs).
Kroppsmålning är fortfarande en viktig konstform för karajá. Det är framför allt kvinnor som utför målningarna och de använder färger gjorda av genipapjuice, träkol och annattofärgämne. Både kvinnor och män väver korgar, medan endast kvinnor arbetar med keramik, framför allt små dockor i lera kallade ritxoko. Fjäderarbete är en annan viktig hantverkstradition.

## Karajá efter 1980
På 1980- och 1990-talen lyckades den lokale ledaren Idjarruri Karaja etablera utbildning, markrättigheter och sysselsättningsmöjligheter för sitt folk. Karajá fick tillgång till elektricitet och telekommunikation under andra halvan av 1990-talet. Många karajá är nu integrerade i det brasilianska samhället, pratar portugisiska och arbetar i officiella myndighetsroller. 

## Karajá i svenska museer
Det finns flera samlingar i svenska museer som kommer från karajá. Paul Ehrenreich reste i karajás områden redan på 1880-talet och flera föremål från hans tidiga resor finns numera på Världskulturmuseet i Göteborg. Wilhelm Kissenberth genomförde en expedition 1908-1910 och samlade föremål och fotograferade. Några foton och föremål från Kissenberth ingår i Världskulturmuseets samlingar. Även från Fritz Krause, som reste samtidigt i området, finns det samlingar. En av de första kvinnliga upptäcktsresande i Sydamerika var den amerikanska lärarinnan Elizabeth K. Steen. Hon genomförde en expedition 1930 och mötte då karajá. Några föremål från denna expedition finns också på Världskulturmuseet. Några år senare reste tyskfödde Herbert Baldus i samma områden och fick också med sig karajásamlingar som han sålde till Göteborgs etnografiska museum (numera Världskulturmuseet). Den polskfödde antropologen Borys Malkin gjorde stora insamlingar på 1950- och 1960-talen. En del av de etnografiska samlingarna från karajá hamnade på Världskulturmuseet. Rolf Blomberg reste flitigt i Sydamerika under mitten av 1900-talet och samlade då in föremål och tog bilder vilka finns på Etnografiska museet, Stockholm.